# Авраамове дерево невинне
Авраамове дерево невинне, Вітекс священний — це рослина, що походить із Середземноморського регіону . Це один із небагатьох видів вітексів помірної зони, який загалом відноситься до роду тропічних і субтропічних квіткових рослин .  Теофраст кілька разів згадував цей чагарник як агнос (άγνος) у «Дослідженні рослин» . Довгий час вважалося, що він є анафродизіаком – що призвело до його назви «цнотливе дерево» – але його ефективність такої дії залишається недоведеною. 
Вітекс — перехреснозапильна рослина, але зафіксовано його самозапилення . 

## Етимологія та загальні назви
Вітекс священний, його назва у Плінія Старшого, походить від латинського vieo, що означає плести або зв'язувати, посилання на використання V. agnus-castus у кошику.  Його макаронічна специфічна назва agnus-castus повторює « цнотливий » і грецькою, і латинською; маленьке дерево вважалося священним для незайманої богині Гестії / Вести . Найпоширеніші назви — «цнотливе дерево», «вітекс», «чернецький перець». 

## Опис

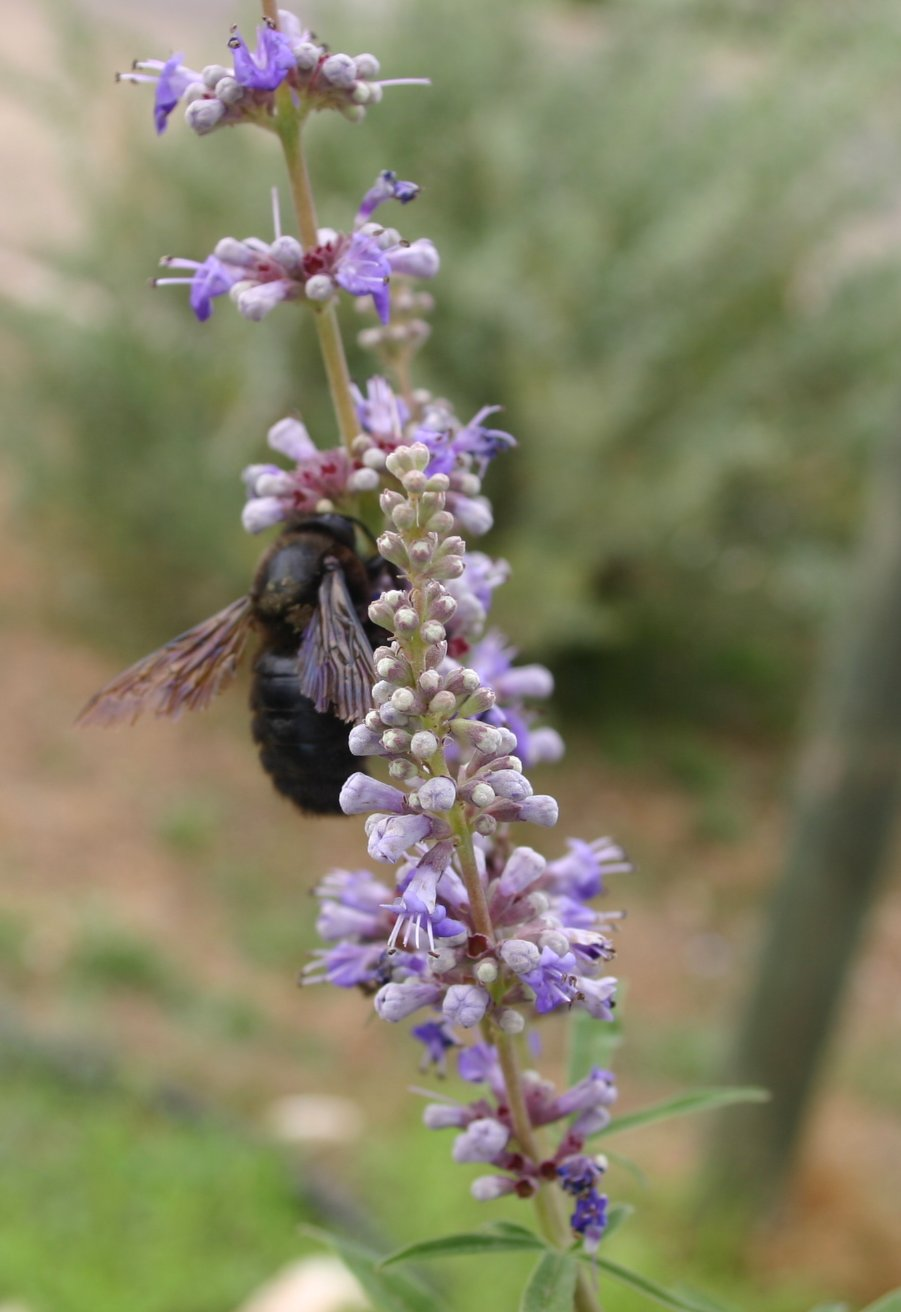
Крупним планом квіти з бджолою-теслярем (Xylocopa sp.)

Вітекс священний широко культивується в теплих, помірних і субтропічних регіонах через його ніжну текстуру, ароматне листя та приваблюючі метеликів колоски квіток лаванди, що розкриваються наприкінці літа в більш прохолодному кліматі.  Виростає у висоту 1—5 м (3—16 фут) . Вимагає повного сонця, хоча добре переносить півтінь разом з добре дренованим грунтом. В ідеальних умовах морозостійкий до −23 °C (−9 °F) Зона 6 Міністерства сільського господарства США, і його можна знайти на півночі аж до південного узбережжя Лонг-Айленда та Нантакету на східному узбережжі Сполучених Штатів і на помірному південному заході Англії.  У більш холодних зонах рослина має властивість відмирати назад до землі, але оскільки воно цвіте на новій деревині, цвітіння не впливає на енергійне зростання в наступному сезоні.  Ця рослина мешкає в солонуватих водах, що свідчить про те, що воно терпить сіль. Холодна і волога погода призводить до відмирання і втрат. Рослина добре росте на суглинних, нейтрально-лужних грунтах. 
У культивуванні у Великобританії форма Вітекс священний f. latifolia отримав нагороду Королівського садівничого товариства за заслуги в саду .  
Плоди з одного дерева можна збирати більше 15 років. Це свідчить про те, що дерево не можна інтегрувати в звичайну систему сівозміни .   Пропонується висівати різнорідні рослини, такі як однодольні рослини, як наступну культуру, щоб було легше контролювати рослину чернечого перцю, дводольну рослину . Оскільки плоди перцю монаха мають властивість падати постійно і безконтрольно, рослина, швидше за все, може прорости з насіння.  Як повідомляється, загальна найкраща врожайність з гектара може бути досягнута, якщо відстань між рослинами становить близько 70 см (28 дюймів).  Обрізка гілок восени позитивно впливає на врожайність плодів, тоді як повторення навесні може викликати збільшення вегетативних пагонів, таким чином втрату врожаю плодів. 

### Розмноження
Також цю рослину можна розмножувати вегетативним способом . Однією з можливостей є використання 5—8-сантиметрів (2—3 дюйм) шматки деревини, що дозріває, з бруньками в липні або серпні, а інша - зрізати стиглу деревину в листопаді, а потім дати їй укоренитися в холодній рамі.  Також можливе розмноження in vitro з відсадкою пагонів або експлантатами вузлів. 

### Врожай
Процеси цвітіння і дозрівання відбуваються не одночасно, що дозволяє збирати як свіжі плоди, так і насіння протягом тривалого періоду часу. Плоди, як правило, опадають з рослини в міру дозрівання, гублячись в грунті. Таким чином, він не має оптимального фіксованого часу збору врожаю. Отже, щоб уникнути втрати врожаю, незрілі плоди потрібно збирати. Такий ранній збір врожаю ніяк не позначається на якості.  В цілому, збір плодів вручну, ймовірно, є найзручнішим рішенням. 

### Хвороби та шкідники
Thysanoptera, також відомий як трипс, може завдати значної шкоди росту та генеративному розвитку V. agnus-castus .  Комаха харчується цнотливим деревом, висмоктуючи вміст плодів або проколюючи їх. Крім того, цнотливе дерево є єдиним відомим господарем (особливо в Ізраїлі) для Hyalesthus obsoletus . Ця цикада є переносником чорної деревної хвороби виноградної лози. H. obsoletus воліє V. agnus-castus як господаря виноградної лози. У цьому випадку цнотливі дерева можна використовувати як біологічний засіб контролю, висаджуючи їх навколо виноградників для уловлювання H. obsoletus.  Було виявлено, що V. agnus-castus є не лише відповідним джерелом їжі для дорослих переносників, але й резервуаром Candidatus phytoplasma solani (бактеріальний вид Phytoplasma ), збудника хвороби чорної деревини виноградної лози.  Хвороба плямистості листя, спричинена збудником, може майже позбавити листя V. agnus castus . Крім того, коренева гниль може виникнути, якщо ґрунт підтримується занадто вологим. 

## Хімічні сполуки
Флавоноїди (вітексин, кастицин), іридоїдний глікозид (агнузид, аукубін), п-гідроксибензойна кислота, алкалоїди, ефірні олії, жирні олії, дитерпеноїди та стероїди були ідентифіковані в хімічному аналізі V. agnus-castus. Вони зустрічаються в плодах і в листі.

### Ефірні масла
У плодах і листі знайдено ефірні олії. Олія листя, незрілих і стиглих плодів відрізняється складом; В олії незрілих плодів виявлено 50 сполук, в олії стиглих плодів — 51 сполука, а в олії листя — 46 сполук. 1,8-цинеол і сабінен є основними монотерпеновими компонентами, а бета-каріофілен є основною сесквітерпеновою сполукою, яка міститься в плодах V. agnus-castus. Деякі незначні відмінності спостерігаються між плодами білоквіткових рослин порівняно з фіолетовоцвітими. Олія плодів першої має більшу кількість монотерпенових компонентів. Листя в основному містять 1,8-цинеол, транс-бета-фарнезен, альфа-пінен, транс-бета-каріофілен і терпінен-4-ол. Олія, особливо з білоцвітих рослин, знаходиться на стадії попередніх досліджень щодо її потенційної антибактеріальної дії.

## Використання трав
Листя і ніжний ріст стебла верхній 10 см (3,9 дюйм) разом із квітами та дозріваючим насінням збирають для альтернативних лікувальних цілей. Вважається, що ягоди є тонізуючою травою як для чоловічої, так і для жіночої репродуктивної системи. Вважається, що листя мають такий же ефект, але в меншій мір. Листя, квіти та/або ягоди можна споживати у вигляді відвару, традиційної настоянки, настоянки з яблучним оцтом, сиропу чи еліксиру або просто їсти з рослини з передбачуваною користю як їжі. Популярним способом прийому Вітексу є прийом простого рідкого екстракту 1:1 під час пробудження, який, як кажуть, найефективніше взаємодіє з гормональними циркадними ритмами.
У давнину його вважали анафродизіаком, звідси й назва цнотливого дерева. Пліній у своїй «Натуральній історії» повідомляв про використання стебел і листя цієї рослини жінками як постіль, «щоб охолодити жар пожадливості» під час Тесмофорій, коли афінські жінки залишали своїх чоловіків, щоб зберегти ритуальну цнотливість. Наприкінці XIV століття Джон Тревіза повідомив про це: «трава agnus-castus завжди зелена, а квітка її — це Callyd Agnus Castus, бо з запахом і всім вона робить людей цнотливими, як ломбе». У поемі XV століття «Квітка і лист» воно згадується як атрибут цнотливої Діани, а в XVI столітті англійський травник Вільям Тернер повідомив про однакові властивості анафродизіаку насіння, як смаженого, так і не смаженого.

## Народна медицина
Вітекс використовувався в традиційній медицині для вирішення проблем репродуктивного здоров’я у жінок, але існує обмежена кількість клінічних доказів його ефективності   
Механізм його дії ймовірно пов'язаний з інгібуванням синтезу пролактину внаслідок зв'язування активних компонентів рослини з рецепторами дофаміну.
Хоча вітекс зазвичай рекомендований у Німеччині,   V. agnus-castus слід уникати під час вагітності через можливість ускладнень.  

## Безпека та побічні ефекти
Побічні ефекти Вітексу можуть включати нудоту, головний біль, шлунково-кишковий дискомфорт, менструальний дискомфорт, втома та шкірні розлади.   Людям, які приймають ліки, пов’язані з дофаміном, або ліки від хвороби Паркінсона, слід уникати вживання ягоди.  Жінкам, які приймають протизаплідні таблетки, замісну гормональну терапію або страждають гормонально-чутливими захворюваннями, такими як рак молочної залози, не рекомендується вживати череду.  Не рекомендується використовувати вітекс вагітним жінкам, жінкам, які годують груддю, а також дітям. 